# 宋锋
宋锋，中国人民解放军军人、驻外武官。历任驻法国副武官、驻科特迪瓦国防武官（大校衔）。2022年，任驻法国陆军武官。

## 荣誉

### 外国勋章奖章
- 海军功绩军官勋章（科特迪瓦，2017年12月21日于阿比让颁发[3]）